# هاردلايف زفيركوي
هاردلايف زفيركوي (بالإنجليزية: Hardlife Zvirekwi)‏ (مواليد 5 مايو 1987) هو لاعب كرة قدم زيمبابوي محترف، يلعب كمدافع لصالح نادي كابس يونايتد ومنتخب زيمبابوي.

## إحصائيات

### المنتخب
آخر تحديث 29 يونيو 2016..
| المنتخب  | السنة   | ظهور | أهداف |
| -------- | ------- | ---- | ----- |
| زيمبابوي | 2013    | 3    | 0     |
| زيمبابوي | 2014    | 6    | 0     |
| زيمبابوي | 2015    | 0    | 0     |
| زيمبابوي | 2016    | 3    | 0     |
| المجموع  | المجموع | 12   | 0     |

## الألقاب

### النادي
غانرز
- دوري زيمبابوي الممتاز (1): 2009[4]

### فردية
كابس يونايتد
- سوكر ستار أوف ذا يير(1):2016[5]

## روابط خارجية
- هاردلايف زفيركوي على موقع قاعدة بيانات كرة القدم.إي يو (الإنجليزية)
- هاردلايف زفيركوي على موقع ناشيونال فوتبول تيمز (الإنجليزية)
- هاردلايف زفيركوي على موقع Soccerway.com (الإنجليزية)